# Emil Balmer
Emil Balmer, im italienischsprachigen Kontext auch Emilio Balmer (* 15. Februar 1890 in Laupen; † 6. Februar 1966 in Bern), war ein Schweizer Archivar und Mundartautor, der eine grosse Zahl Erzählungen und Lustspiele schrieb, selbst im Theater auftrat sowie Regie führte und zu seinen Lebzeiten als der «gefeiertste und erfolgreichste Autor der Berner Mundartbühne» galt. Zusammen mit Otto von Greyerz, Simon Gfeller und Karl Grunder gehörte er 1915 zu den Gründern des Berner Heimatschutz-Theaters. Darüber hinaus verfasste er mit seinem Buch Die Walser im Piemont einen bedeutenden Beitrag zur Walserforschung.

## Leben
Balmer war der Sohn von Abraham Friedrich und Elise Balmer. Im Alter von fünf Jahren verlor er seinen Vater, und die Mutter zog ihn und seine Geschwister als Alleinerziehende auf. Die Primar- und Sekundarschule besuchte er in Laupen, danach zog die Familie in die Stadt Bern.
In Neuenburg besuchte er die Handelsschule und trat anschliessend in Bern in den Dienst der Postverwaltung. Überdies legte er das Fachzeugnis für Französisch und Italienisch ab und verbrachte ein halbes Jahr in Florenz. Anfang der 1930er-Jahre wurde er Archivar im Schweizerischen Bundesarchiv.
In Bern war Balmer gut bekannt, seine Markenzeichen waren die rote Nelke im Knopfloch, der Tätschhuet (ein runder, flacher Hut) und bei Regenwetter die Pelerine. Ausser seiner Heimat, dem Bernbiet, fühlte er sich dem Lötschental, dem Kanton Tessin (der ihm eine zweite Heimat wurde) und Italien eng verbunden; dem Schweizer Südkanton, wo er jeweils in Ascona wohnte, widmete er sein Buch Sunneland. Als Zeichner mit dem Rötelstift und Maler von Aquarellen illustrierte er seine Publikationen selbst. Balmer blieb zeitlebens ledig und teilte sein Heim mit seiner Schwester Emma. Seinem Heimatstädtchen Laupen stiftete er einen Brunnen, den Abetringeler-Brunne – das Abetringele ist ein lokaler Silvesterbrauch, bei dem die kostümierten Kinder und Jugendlichen mit Tringele (Schellen verschiedener Art, vgl. Trycheln) durch das Städtchen ziehen. Die letzte Ruhe fand er im Familiengrab in Laupen.

## Mundartliterarisches Werk
Sein Debüt als Autor hatte Balmer 1914, als er im Berner Tagblatt über die infolge des Ausbruchs des Ersten Weltkriegs vorübergehend geschlossene Landesausstellung einen (hochdeutschen) Artikel publizierte. Im Dörflitheater der nämlichen Landesausstellung trat er erstmals selbst als Schauspieler auf. 1915 nahm er an der Gründung des Berner Heimatschutz-Theaters teil. Beim Spielen der Stücke von Simon Gfeller, Otto von Greyerz und Karl Grunder erwachte seine Liebe zur schweizerdeutschen Muttersprache, und von diesem Zeitpunkt an schrieb er fast nur noch auf Berndeutsch. 1922 gab er seinen ersten Band Erzählungen heraus.
Balmer war ein Heimatdichter. Deutlich wird diese Einstellung etwa in einem Artikel, den er im Bund publiziert hat:

«Vowäge, mir wei nid vergässe: Ds Land bringt is nid nume früschi Eier, prächtigs Obscht, zarts Gmües u vürnähmi Chrütter – nei, äs versorget üsi Stadt un üse Staat ging wider mit Manne vo guetem Holz u beschtem Saft! U die Bluetuffrüschig hei die abghetzte, närvöse u vor der Zyt verbruuchte Stedter so nötig!»

Er verstand sich bestens mit den einfachen Leuten vom Lande und war ein guter Zuhörer – vieles, was er hörte, floss in seine Geschichten ein. Paul Eggenberg schrieb in seinem Nachruf auf Balmer:

«Gäng u überall het er d’Begägnig mit em Mönsch gsuecht und mit syr härzleche Art gly offeni Türe gfunde. Keis Wunder, daß er zumene Mönschekenner worden isch, wie me’s nid hüffig findt. Und das isch zu eire vo de wichtige Vorussetzige vo sym ryche und vo Erfolg g’chrönte schriftstellerische Wärk worde, het ihm d’Müglechkeit ggä, us em Volle, us de pulsierende Gägewart z’schöpfe, Alltagsproblem z’gstalte und derdür syner Läser ganz diräkt azspräche.»

Balmers Erzählungen und Theaterstücke – die er selbst inszenierte – hatten grossen Erfolg. Arnold H. Schwengeler postulierte in seinem Nachruf auf Balmer, Balmer sei der «gefeiertste und erfolgreichste Autor der Berner Mundartbühne» gewesen. Doch er war zugleich einer der letzten Vertreter der sogenannten «ersten Mundartwelle», die um 1900 losgebrochen war. Beat Jäggi schrieb deshalb 1966:

«Eine um der ander goht. Und die Junge, wo wyters sette gärtnere, suecht me a allnen Eggen und Ändine vom Bärnbiet bis i d Oschtschwyz use.»

Seine Geschichten trug er in der ganzen Schweiz vor, worüber er im Bund schrieb:

«Wi ne arme Sünder bin i hinder em Pfaarer ds Wägli uf, der Chilche zue. Die isch pfropfet voll gsi; uf der Portlouben obe het si der Männerchor gsädlet gha. – Der Pfaarer geit uf d’Chanzel un i gange zum Toufstei. – Aber herrjeses, dä Stuehl isch ja vil z’nider, da chan i doch nid sitze – u stah wott i nid! Tz, tz, tz! Enu, vorläufig bin i afe abghocket u bi froh gsi, daß mi der Toufstei fasch verdeckt het. – Mi het bättet, gsunge, wider bättet – der Männerchor singt sys Lied – so, jetz wär’s dänk a mir – der Pfaarer git mer es Zeiche. – Wi wosch es o mache? – Mira wohl, i schlingge plötzlech s rächte Bei uf e Stuehl hindere u hocke druf. So, jetz bin i zimli hööcher, u d’Prediglüt möi ömel my Chopf gseh. I fah a – u was sägen i? Na de churzen Ygangswort han i halt i gottsname e Hinderegg-Gschicht gläse. Aber es isch vil Luschtigs u Derbs drinn vorcho; öppis ändere oder usselah han i nid chönne, i bi nid vorbereitet gsi. D’Lüt hei si zersch no chlei gschiniert u hinderha, aber baleinisch het alls grediuseglachet. I bi ganz in es Füür inecho, ha luschtig druf los dozänteret u derby zum Glück vergässe, daß mer das verzworgget Bei schuderhaft het weh ta. I ha’s dürebhouptet, d’Zyt vo der Predig isch usgfüllt worde, im Gägeteil, i ha no zimli übermarchet. Bimene Haar hätt öpper uf der Louben obe zletscht no klatschet! – Das syg jetz einisch e churzwyligi Predig gsi, het nachhär e Männerchörler gseit – der Pfaarer sett all Sunntig e settigi ha, är überchäm de eh weder nid e chlei meh Lüt!»

Balmer war Mitglied des Berner Schriftstellervereins.

## Besuche bei den Südwalsern im Piemont, im Aostatal und im Tessin
Über einen Freund, dessen Familie aus Alagna Valsesia stammte, wurde Balmer auf die walserischen Bergdörfer im Norden Italiens und im Tessin aufmerksam. Zwischen 1923 und 1938 und noch einmal nach dem Krieg 1948 fuhr er mehrmals nach Gressoney, Alagna Valsesia, Rima, Rimella und Gurin; über seine Reisen, Begegnungen, das archaische höchstalemannische Südwalserdeutsch sowie das örtliche Brauchtum und Liedgut (unter anderem Dichtungen von Pietro Axerio) berichtete er im Berner Bund und in der Neuen Zürcher Zeitung. Das abgelegene Dörfchen Rima wurde im gleichen Zeitraum auch von Clara Stockmeyer, Redaktorin am Schweizerischen Idiotikon, aufgesucht; möglicherweise war sie von Balmer inspiriert worden. Auf ausdrücklichen Wunsch der (mittlerweile verstorbenen) Dialektologen Albert Bachmann, Otto von Greyerz und Emanuel Friedli gab Balmer seine Berichte 1949 unter dem Titel Die Walser im Piemont. Vom Leben und der Sprache der deutschen Ansiedler hinterm Monte Rosa in Buchform heraus.
Wie Balmer im Vorwort mitteilte, wollte er keine «gelehrte Abhandlung» schreiben: «Ich beschränkte mich […] auf die getreue Schilderung der Sprache und des Brauchtums, wie sie Auge und Ohr an Ort und Stelle wahrgenommen haben.» Es ist – besonders in den Abschnitten über Alagna und Rima – ein sehr persönlich gehaltenes Buch, in dessen Fokus menschliche Begegnungen und die etwas wehmütige Beschreibung einer von der Modernisierung bedrohten Kultur stehen. Balmer dokumentierte damit gerade noch rechtzeitig eine inzwischen weitgehend verschwundene Kultur, wodurch sein Buch zu einer bedeutenden Quelle für Paul Zinslis 1968 herausgekommenes Standardwerk Walser Volkstum wurde.

## Auszeichnungen
- 1941 und 1950: Ehrengabe aus dem Literaturkredit der Stadt Bern
- 1948: Gesamtwerkspreis der Schweizerischen Schillerstiftung «für seine Mundartdichtung»
- 1960: Literaturpreis der Stadt Bern
- Ehrenbürger von Laupen

## Werk
Die Erstauflagen erschienen alle im A. Francke Verlag in Bern.
Erzählungen
- Zytröseli. Gschichtli u Jugeterinnerunge (1922, 2., vermehrte Auflage 1927)
- Friesli. Jugeterinnerunge und Gantrischgschichtli (1924)
- D’Glogge vo Wallere. Schwarzeburger-Gschichte (1924, 3. Auflage 1951)
- Bueberose. Gschichten us em Bärnervolch (1925)
- Sunn- und Schattesyte. Zwo Gschichte us em Simmetal (1927, 2. Auflage 1955)
- Vo chlyne Lüt (1928)
- Chrüztreger (1930)
- Sunneland. Tessiner Gschichte (1937, 2. Auflage 1960, italienische Übersetzung unter dem Titel Paese del Sole. Racconti ticinesi con disegni dello autore, 1939, 2. Auflage 1961)
- Der Meie. E Struuß bärndütschi Gschichte (1943, 2. Auflage 1956)
- Mümpfeli (1945)
- Vom Wystock. Chlyni Gschichte vo grosse Manne (1964)
- zahlreiche Geschichten in der Zeitschrift Schwyzerlüt und in andern Publikationen
- zusammen mit Hans Rudolf Balmer, Ernst Balzli, Hermann Hutmacher, Hans Zulliger: Bärner Gschichte (1952, 2. Auflage 1953)

Theaterstücke
- Der Glückshoger (1929, 3. Auflage 1951)
- Deframa. Es Vorgsetztebott im Jahr 1950 (1930)
- Theater im Dorf (1931, 3. Auflage 1956)
- Die latinischi Gsandtschaft (1933, 2. Auflage 1946)
- Der Riedhof. Dramatische Bilder aus dem Leben einer Bauernfamilie (1933, 3. Auflage 1951)
- Vor Gricht (1934, 4. Auflage 1956)
- E Dürsitz. Schwarzburger Spinnabend (1934)
- Die zwöüti Frou (1935, 3. Auflage 1965)
- Ds Gotti (1936)
- E Gschaui (1938)
- Der neu Wäg. Mundartstück über eine Güterzusammenlegung (1939, 3. Auflage 1958)
- Romantsch (1940)
- Der Herr Diräkter (1941)
- Der Ettlisbärger (1946, 2. Auflage 1947)
- Ds heilig Füürli (1947, 2. Auflage 1960)
- Ds Verspräche (1948, 2. Auflage 1964)
- Ds neu Schuelhus (1953)
- Ds groß Los (1958)

Weiteres
- zusammen mit Otto von Greyerz: Rudolf Tavel zu seinem 60. Geburtstag, 21. Dezember 1926. Francke, Bern 1926.
- Uttewil. Vom Hof u vo syne Lüt. Es Buech über d’ Familie Schnyder (Privatdruck, 1941).
- Die Walser im Piemont. Vom Leben und von der Sprache der deutschen Aussiedler hinterm Monte Rosa. Francke, Bern 1949. – Ins Italienische übersetzt und mit Anmerkungen versehen von Davide Filié unter dem Titel I Walser in Piemonte. Della vita e della lingua dei coloni tedeschi di là del Monte Rosa. Zeisciu Centro Studi, Alagna Valsesia 2013.

## Verfilmung
Das Theaterstück Der Glückshoger wurde 1941 verfilmt; die Dialoge schrieb Balmer selbst. Die Schauspieler kamen aus dem Berner Heimatschutz-Theater. Die Produktionsleitung hatte Berta Hackl-Schweizer, die vom Regisseur Richard Brewing und dem Kameramann Werner Stählin unterstützt wurde. Die Musik schrieb Hans Steingruber. Produziert wurde der Film von der Turicia-Film A. G. Zürich.